# بطاقة الهوية الألبانية

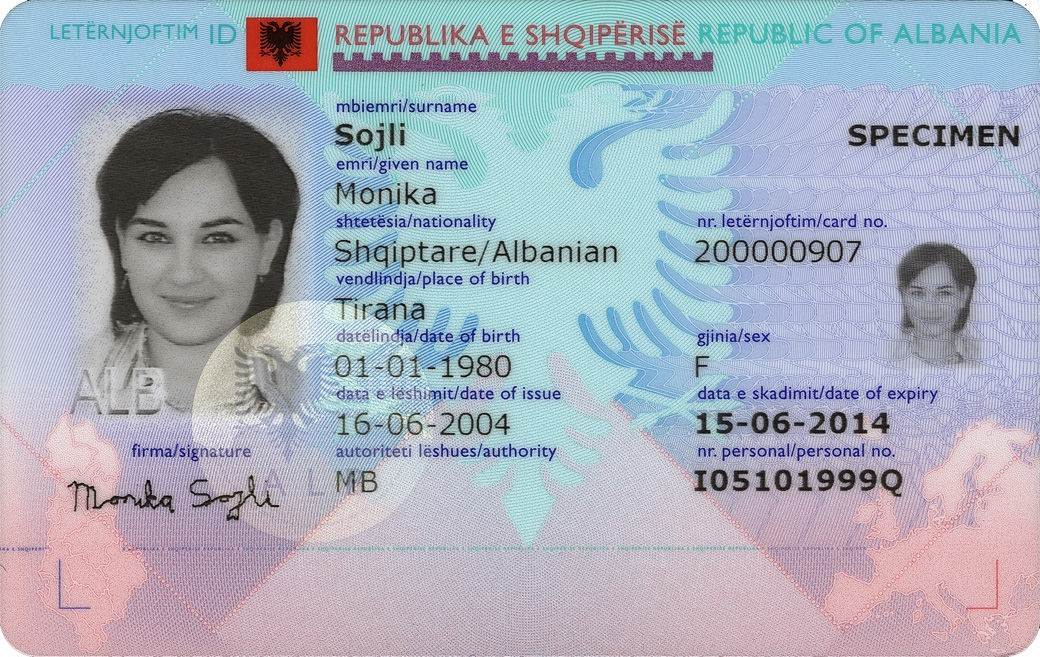

بطاقة الهوية الألبانية (بالألبانية:Letërnjoftim) هي بطاقة هوية وطنية تصدرها السلطات الألبانية للمواطنين الألبان. إنها إثبات الهوية والجنسية والإقامة. الإصدار الحالي بتنسيق ID1 والقياسات الحيوية. بطاقة الهوية إلزامية للمواطنين الذين تزيد أعمارهم عن 16 عاماً، وتبلغ تكلفتها 1500 ليك (حوالي 10 يورو) وهي صالحة لمدة 10 سنوات.

## التاريخ
أصدرت ألبانيا بطاقات هوية للمواطنين حتى عام 1991, وهو العام الذي تغير فيه النظام السياسي. لمدة 18 عاماً، في حالة عدم وجود مثل هذا المستند، اضطر الأشخاص إلى تقديم شهادات الميلاد بالصور، الأمر الذي كان يعتبر غير مريح.
في عام 2007, بمساعدة منظمة الأمن والتعاون في أوروبا, تم إنشاء قاعدة بيانات مركزية للسكان. بعد ذلك، دعت السلطات الألبانية إلى طرح مناقصة دولية لإنتاج بطاقات الهوية. وفازت بالعطاء الشركة الفرنسية Sagem Sécurité (Morpho، Safran Group). بدأت ألبانيا في إصدار بطاقات الهوية في 12 يناير 2009.

## مظهر خارجي
بطاقة الهوية الألبانية هي بطاقة بلاستيكية بحجم بطاقة الائتمان. تحتوي الجهة الأمامية على صورة حاملها والحقول التالية مكتوبة باللغتين الألبانية والإنجليزية:
- جنسية: Shqiptare/Albanian
- رقم المستند.
- الاسم الشخصي, بما في ذلك اسم العائلة وجميع الأسماء المعطاة.
- صورة فوتوغرافية (مطبوعة ومعالجة إلى علامة مائية)
- تاريخ الولادة
- مكان الولادة
- نوع اجتماعي
- الرقم الوطني
- السلطة
- تاريخ الإصدار
- تاريخ انتهاء الصلاحية (عادة بعد 10 سنوات من تاريخ الإصدار)
- توقيع

يتم وضع ختم عاكس ثلاثي الأبعاد على الصورة. يحتوي الجزء الخلفي على منطقة قابلة للقراءة آليًا. تحتوي الرقاقة الإلكترونية الظاهرة على ظهرها على بيانات بيومترية مثل بصمات أصابع الحامل والصورة والتوقيع وما إلى ذلك. يمكن استخراج البيانات من الشريحة باستخدام تقنية تحديد الهوية بموجات الراديو اللاسلكية. تستخدم بطاقة الهوية كوثيقة سفر للسفر الدولي بين عدد محدود من البلدان.

## إجراءات الإصدار
يتم طلب بطاقات الهوية الألبانية في البلدية المحلية (بعد دفع الرسوم المطلوبة؛ حالياً 1500 ليك أو حوالي 10 يورو) في مكتب البريد حيث يتم التقاط صورة رقمية لوجه حاملها وبصمات أصابعه. يمكن الحصول على البطاقة شخصيًا بعد حوالي 15 يومًا، عندما يتعرف حاملها على بصمات أصابعه.

## الدول
يتم قبول بطاقة الهوية الألبانية كوثيقة سفر من قبل البلدان التالية:
- البوسنة والهرسك [3][4]
- كوسوفو [1]
- مقدونيا الشمالية [2]
- الجبل الأسود [5]

## اقرأ أيضاً
- جواز سفر ألباني
- رخصة القيادة في ألبانيا